# Alticorpus
Alticorpus (Latein: „Altus“ = hoch, „corpus“ = Körper) ist eine Gattung von afrikanischen Buntbarschen, die endemisch im Malawisee in Ostafrika vorkommt. Die fünf Arten der Gattung leben in größeren Tiefen von 18 bis 150 Metern über Sandböden oder Diatomeenschlamm.

## Merkmale
Je nach Art können Alticorpus-Arten zwischen 12,5 und 20 Zentimeter lang werden. Ihr Körper ist hochrückig und seitlich deutlich abgeflacht. Der Kopf ist relativ groß, das Maul tief gespalten. Charakteristisch für die Gattung sind sechs bis acht Querstreifen auf den Körperseiten, vergrößerte Seitenlinienporen auf den Infraorbitalknochen, zwei bis vier Schuppenreihen auf den „Wangen“ und ein kleiner, ventral liegender, mittiger Vorsprung an der Unterkiefersymphyse.
- Flossenformel: Dorsale XIV–XVII/9–11; Anale III/8–10.

## Arten
Gegenwärtig besteht die Gattung Alticorpus aus fünf Arten.
- Alticorpus geoffreyi Snoeks & Walapa, 2004
- Alticorpus macrocleithrum (Stauffer & McKaye, 1985)
- Alticorpus mentale Stauffer & McKaye, 1988 (Typusart)
- Alticorpus peterdaviesi (Burgess & Axelrod, 1973)
- Alticorpus profundicola Stauffer & McKaye, 1988